# 智の木協会
智の木協会（ちのききょうかい、英語名称：The Society for Promotion of Plant Friendly Life）は、日本の産学官の連携組織。植物と密なライフスタイルを普及することを目的として、国立大学法人大阪大学の教員と、月桂冠株式会社やコクヨ株式会社、富国生命保険相互会社などの企業関係者が中心となり、2008年のみどりの日（5月4日）に設立された。

## 概要
本協会は、企業や専門家、個人が会員として登録し、「植物の社会的活用」のためのニーズを取り入れ、シンポジウムやワークショップなどを実施する団体である。法人・団体・自治体や個人の思い入れのある樹木や草花を「智の木」として認定し、ウェブで紹介するとともに、企業のCSR活動事業と協働で「緑豊かな環境づくり、都市づくり、室内空間づくり」を社会発信している。植物と身近な生活を通して、樹花を育てる喜びやその活用・鑑賞の楽しさを幼少の頃から体験すること（植育）の重要性を教育面で呼びかけ支援していく新社会システムという位置づけで活動し、その一環として箕面市彩都の丘学園、茨木市彩都西中学校等で理科実践教室の開催を支援している。智の木協会HPには、企業会員のシンボルとなる「樹花」の写真や解説、個人会員のその「樹花」にかける想いが紹介されており、植物の写真は、植物図鑑としても活用できる。
2011年2月より、大阪梅田の大阪富国生命ビルの4階に開設された、市民参加型産学連携活動支援施設、 テラプロジェクト・まちラボ内に、会員の交流の場、「智の木ラウンジ」を設け、活動の拠点としている。

## 歴史
植物の潜在能力の活用により、低炭素化社会の実現と森林や野外の心地よさを日々の生活域に導入することによって快適な生活圏をつくり、生活に潤いを持たせることの重要性を大阪大学大学院教授の小林昭雄が2005年愛知万博での市民パビリオンで講義した。これを受けて一連の活動がスタートし、大阪大学大学人と月桂冠株式会社、コクヨ株式会社、富国生命保険相互会社等が支援する形で、学際クラブ的要素をもつ任意団体として「智の木協会」は2008年5月4日（みどりの日）に設立された。当初、「社木協会」なる名称とする案もあったが、市民参加の重要性を踏まえ、現在の名称「智の木協会」となり、2008年7月「智の木協会」として商標登録を完了した。本協会の活動を象徴する標語として、「Go Greening」を掲げ、植物に関わる、モノつくり、コトつくり活動を推進している。2011年1月、事務局を豊中市上野坂から大阪梅田の大阪富国生命ビル4Fに移転した。